# Kildevælds (parochie)
Kildevælds is een parochie van de Deense Volkskerk in de Deense gemeente Kopenhagen. De parochie maakt deel uit van het bisdom Kopenhagen en telt 6531 kerkleden op een bevolking van 9334 (2004). De parochie werd tot 1970 gerekend onder Sokkelund Herred.
Kildevælds werd in 1928 als parochie gesticht uit delen van de parochies Aldersro en Sions. De parochiekerk werd voltooid in 1930.